# Halloween - La resurrezione
Halloween - La resurrezione (Halloween: Resurrection) è un film del 2002 diretto da Rick Rosenthal.
La pellicola rappresenta l'ottavo e ultimo capitolo della serie originale di Halloween, ed è il sequel diretto di Halloween - 20 anni dopo. Il film, inoltre, vede alla regia lo stesso regista che ha diretto anche il secondo capitolo della saga, ovvero Halloween II - Il signore della morte.

## Trama
Laurie pensava di aver ucciso Michael, ma ad essere stato decapitato era un infermiere che Michael aveva travestito, e per questo motivo viene processata e rinchiusa in un ospedale psichiatrico.
Passano esattamente tre anni, Michael irrompe nell'ospedale, ma Laurie sembrava lo stesse aspettando. Dopo aver ucciso due guardie, Michael attacca e insegue Laurie fino al tetto, dove una trappola da lei ideata destabilizza temporaneamente Michael. La paura di uccidere ancora la persona sbagliata ha la meglio su Laurie, e quando prova a rimuovere la maschera per confermare l'identità del fratello, Michael la infilza e la fa cadere dal tetto.
Un anno dopo, un gruppo di ragazzi ha vinto un concorso, ed ora si ritroveranno a partecipare ad un reality show che consiste nel passare la notte nella casa dove ha passato l'infanzia lo storico serial killer Michael Myers. I ragazzi ci pensano su, dopodiché accettano. Ma fanno uno sbaglio perché nella casa c'è Michael che si è rifugiato. In realtà tutti lo credono morto. Il concorso va in onda sul web. Tutti i ragazzi, pian piano, vengono uccisi da Michael, rimangono in vita solo una ragazza e l'uomo che ha architettato il tutto, grazie a un amico della ragazza, che attraverso le telecamere riesce a mandare degli avvisi su dove si trova Michael nel dato momento. Alla fine Michael si impiglia in alcuni fili della corrente ad alta tensione che lo inceneriscono. Il suo corpo viene portato in un ospedale e consegnato ad una dottoressa per l'autopsia, ma a quel punto Michael apre gli occhi. L'assassino è ancora vivo.

## Distribuzione

### Edizioni home video
In Italia sono state pubblicate due edizioni (DVD/blu-ray) dalla Cult Media e due edizioni (DVD/blu-ray) dalla Midnight Factory nel 2019 racchiuse in un cofanetto contenente tutti i film della saga.
L'edizione DVD della Cult Media presenta il film in formato 2,35ː1, audio italiano 5.1 e inglese 2.0, sottotitoli in italiano, 6 scene, contenuti speciali come scene eliminate ed alternative, speciale webcam, sul set con Jamie Lee Curtis, speciale Head Cam, paragone storyboard, tour sul set e finali alternativi. L'edizione blu-ray della Cult Media presenta il film in alta definizione in formato 2,35ː1, audio italiano 5.1 e inglese 2.0, sottotitoli in italiano, 6 scene e i medesimi contenuti speciali dell'edizione DVD. L'edizione DVD Midnight Classics presenta il film in formato 2,35ː1, audio italiano e inglese 5.1 dolby digital, sottotitoli in italiano, 12 scene, contenuti speciali come commento audio con il regista, finale alternativo, dietro le quinte, scene eliminate, interviste sul set, tour sul set con Troy Hansen, telecamera sulla testa,  webcam special, analisi dello storyboard, interviste vintage, gallerie fotografiche, TV spot, trailer e crediti. L'edizione blu-ray Midnight Classics presenta il film in formato 2,35ː1 da un nuovo master restaurato in alta definizione, audio italiano e inglese 5.1 DTS-HD MA, sottotitoli in italiano, 12 scene e i medesimi contenuti speciali dell'edizione DVD.

## Curiosità
- Originariamente il film venne intitolato Halloween: The Homecoming, ma i produttori volevano un titolo che facesse capire che Michael era vivo, così scelsero Halloween - La resurrezione.
- Nel film non viene fatta menzione degli omicidi compiuti da Michael nel quarto, nel quinto e nel sesto film.
- Bianca Kajlich non poteva urlare e il suo urlo fu doppiato in post-produzione.
- Il regista appare nel film nei panni di un professore del college.
- Jamie Lee Curtis accettò la parte per assicurarsi che il suo personaggio, o lei stessa, non sarebbero più apparsi in un successivo film della serie. In tutti i casi, Jamie Lee era obbligata, per contratto, ad apparire nel film almeno in un cameo della durata di trenta secondi.
- Brad Loree, l'attore che interpreta Michael Myers nel film, appare in una scena eliminata nel ruolo di un coroner.